# Юдзу
Юдзу́ (лат. Citrus junos) — фруктовое растение рода Цитрус, распространённое в Юго-Восточной Азии. Является продуктом естественной гибридизации мандарина (Citrus reticulata Blanco) и ичанского лимона (Citrus cavaleriei H.Lév. ex Cavalerie). Внешне напоминает маленький грейпфрут с неровной кожицей, может быть от зелёного до жёлтого, в зависимости от степени зрелости. У юдзу сильный цитрусовый запах. Обычный размер плода — от 5,5 до 7,5 см в диаметре, но может достигать величины грейпфрута (до 10 см и больше).

## Названия
На языках стран естественного распространения: юдзу (яп. ユズ, 柚, 柚子 юдзу); *유자 юча; из кит. 香橙, пиньинь xiāngchéng, палл. сянчэн, название, вероятно, пошло от кит. 柚子, пиньинь yòuzi, палл. юцзы, что обозначает фрукт поме́ло.

## Описание

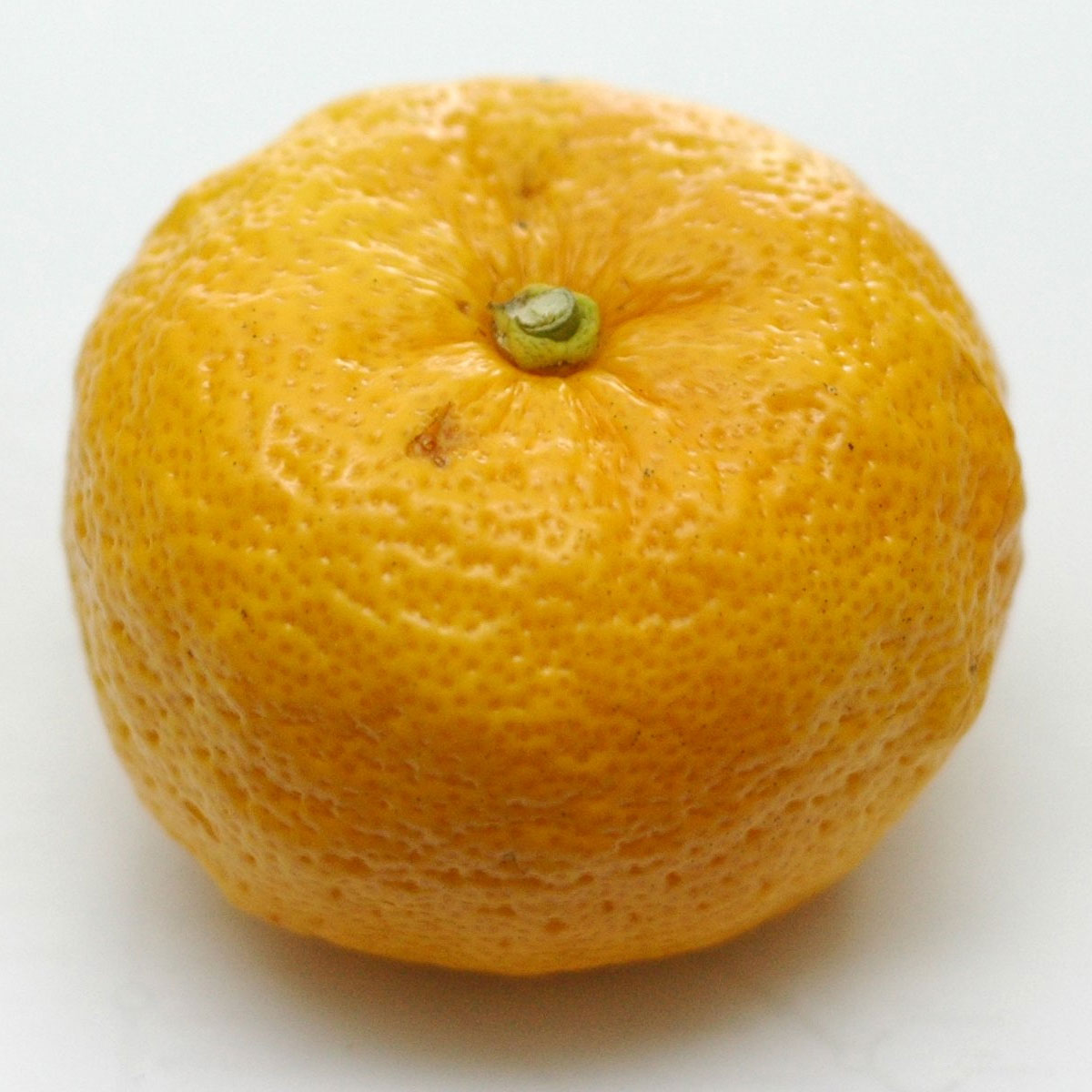
Большой спелый юдзу

Юдзу растёт древовидным кустом или небольшим деревцем с несколькими крупными стволами. Листья с крупными черешками, как у кафир-лайма, с сильным запахом. Юдзу близкородственен судати, хотя судати зреет до оранжевого цвета и имеет немного отличающийся запах.
Юдзу появился в Китае, в центральной части страны и Тибете он встречается дикорастущим. Во время правления династии Тан юдзу был привезён в Древнюю Корею и Японию. В этих странах юдзу сегодня культивируется больше всего. В современном китайском языке название 柚子 (юцзы) означает помело, а «юдзу» называется кит. упр. 香橙, пиньинь xiāngchéng, палл. сянчэн, либо «японским юдзу» кит. трад. 日本柚子, пиньинь Rìběn yòuzi, палл. жибэнь юцзы.
Юдзу относительно морозоустойчив благодаря происхождению от ичанского лимона. Поэтому его можно выращивать в местностях с заморозками до −9 °C, такую температуру большинство цитрусов не переживает. В Японии разводят декоративный юдзу: он называется хана юдзу (яп. 花ゆず, 花柚子, цветочный юдзу), его выращивают ради цветов, а не ради плодов. Сладкая разновидность юдзу «юку» почти вымерла в 1970—1980-е; с тех пор постоянно предпринимаются попытки возродить культивацию в южной части страны.
Разновидность юдзу с бугристой коркой называется сиси юдзу (яп. 獅子柚子, букв. «львиный юдзу»)фотография.

## В японской кухне

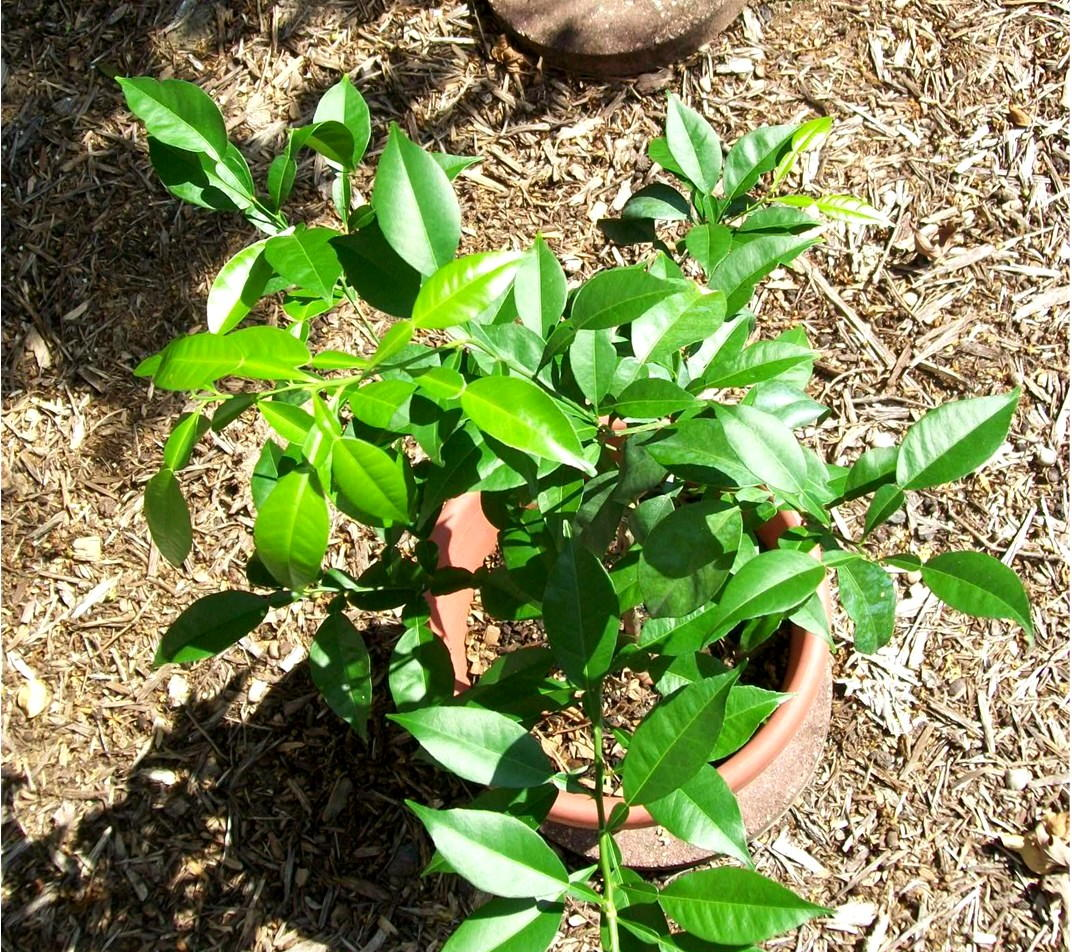
Юдзу

У юдзу терпкий вкус, как у грейпфрута, с мандариновыми нотками. Его редко употребляют как фрукт, хотя в японской кухне цедра юдзу украшает блюда, а сок используется аналогично лимонному. Юдзу вместе с судати, дайдай и другими цитрусовыми входит в соус пондзу, есть и уксус из этого фрукта. Смесь юдзу и мёда называется юдзу хатимицу (яп. 柚子蜂蜜, мёд из юдзу), из неё производят чай юча и алкогольные напитки вроде юдзу сава (яп. 柚子サワー, сауэр из юдзу). Из юдзу делают ликёры, например, юдзу комати (яп. 柚子小町, красотка юдзу) и вино. Юдзу также является ингредиентом японских сладостей, мармеладов и пирожных. Юдзукосё (буквально «юдзу и перец») — острый японский соус из юдзу, перца чили и соли. Стружкой юдзу приправляют солёный яичный десерт, тяванмуси, а также мисо.
Юдзу часто используют вместе с судати и кабосу.

## В корейской кухне
В корейской кухне юдзу (его там называют юча) режется тонкой соломкой, пересыпается сахаром и мёдом. Готовый сироп с кусочками фрукта разбавляют горячей водой, получившийся напиток называется чай ючафотография (유자차); он считается полезным при простуде. Концентрат можно купить в магазине или сделать самому, готовый чай тоже доступен в продаже.
Из юдзу делают юча хвачхэ, один из видов корейского пунша.

## В западной кухне
В начале XXI века юдзу начали активно использовать на Западе, в 2003 году этот факт был освещён в статье The New York Times. Юдзу стали использовать в пивоварении, например, в производстве голландского пива «iKi» и финского сидра «Golden Cap Black».

## Другое использование
Юдзу известен своим специфическим запахом, ароматическое масло из его кожуры продаётся в Японии. Там существует традиция купания с юдзу в день Тодзи (зимнее солнцестояние): в ванну опускаются целые или разрезанные пополам плоды юдзу, иногда их предварительно помещают в матерчатый мешочек. «Юдзу-ю», ванна с юдзу, считается укрепляющей силы организма и расслабляющей.
Корпус тхэпхёнсо — корейского гобоя, часто исполняется из древесины юдзу.

## Аудиоматериалы
- "Cooks Look for Answers to Citrus Freeze", National Public Radio Weekend Edition Sunday, 28 января 2007 года.